# Xegirak
Xegirak (pronunciado [ʃe.xi'ɾak], en árabe: الشجيرات‎, en francés: Chejirat) es una localidad marroquí perteneciente al municipio del Borarín, la región de Tánger-Tetuán-Alhucemas. Desde 1912 hasta 1956 perteneció a la zona norte del Protectorado español de Marruecos.